# Стандарти Всесвітньої організації інтелектуальної власності
Стандарти ВОІВ - це нормативні документи, що стосуються інформації та документації в сфері промислової власності і містять правила та рекомендації щодо уніфікованих методів представлення патентної інформації на різних носіях.
Стандартами ВОІВ регламентуються: форма та зміст патентних документів; правила їх індексування, класифікування і кодування; зміст та структура офіційних бюлетенів і покажчиків до них; характеристики матеріальних носіїв інформації.

## Застосування стандартів
Застосування стандартів патентними відомствами сприяє гармонізації та уніфікації патентної документації, забезпечує більш ефективне міжнародне співробітництво в сфері патентної документації та стандартизації, полегшує міжнародний обмін, сприяє подоланню мовного бар’єру. Зокрема, користувачам Фонду патентної документації громадського користування (ФГК) знання чинних редакцій стандартів допоможе зорієнтуватися під час пошуку та аналізу патентної документації країн світу.
Координування робіт щодо розроблення та перегляду стандартів у рамках ВОІВ здійснює Постійний комітет з інформаційних технологій, який також затверджує стандарти на своїх пленарних сесіях.
Стандарти ВОІВ включені в “Handbook on Industrial Property Information and Documentation”. - Geneva: WIPO,1998. - 659 p. (”Посібник ВОІВ з інформації та документації в галузі промислової власності”), який видавався до 2000 р. на папері у вигляді окремих видань англійською, французькою та іспанською мовами. Видання російською мовою на папері “Руководство ВОИС по информации и документации в области промышленной собственности (Стандарты ВОИС)”. - Женева: ВОИС, 1998., вміщує тільки стандарти. З 2000 р. зазначений Посібник, що містить стандарти ВОІВ російською мовою, видається тільки на CD-ROM (з регулярним оновленням), а також розміщується на WEB – сайті ВОІВ за адресами:
- (https://web.archive.org/web/20071217112133/http://www.wipo.int/scit/en/standards/standards.htm) - повні тексти міжнародних стандартів англійською мовою;
- (http://www.wipo.int/scit/ru/standards/) - повні тексти міжнародних стандартів російською мовою.

## Угода про співробітництво між Кабінетом Міністрів України і Всесвітньою організацією інтелектуальної власності
Кабінет Міністрів    України    і    Всесвітня    організація інтелектуальної власності підписали угоду про співпрацю 26 вересня 2002 року.
```
   
Мета угоди про співпрацю:
```

- удосконалення українського   національного   законодавства  у
- сфері інтелектуальної власності з  урахуванням  досвіду,  набутого іншими державами, і міжнародних тенденцій гармонізації;
- зміцнення технічної  бази  і   розвиток   людських   ресурсів Державного  департаменту  інтелектуальної  власності  Міністерства  освіти і науки України і підвідомчих йому організацій;
- удосконалення практики  правозастосування  в  Україні з метою виявлення,  запобігання  і  припинення   правопорушень   у   сфері  інтелектуальної власності;
- посилення ролі  інтелектуальної   власності   у   відповідних  галузях   наукової,   технічної   та  економічної  діяльності,  що  провадиться на території України суб'єктами господарювання.

http://www.kiido.npu.edu.ua/ua/